# Pandia
En la mitologia grega, Pandia o Pàndia (en grec antic: Πανδία, que significa ‘tota brillantor’) era una filla de Zeus producte d'una infidelitat amb Selene, deessa de la Lluna. La seva germana era Ersa, deessa de la rosada.
Pàndia era considerada dea de la lluna plena, i certs mites afirmen que també era dea dels camins difícils. A Atenes se celebrava una festa en honor seu, les Pandies, a començament de la primavera.